# خطوة تحديد المنتج
خطوة تحديد المنتج هي خطوة من خطوات التفاعل الكيميائي التي تحدد نسبه المكونات التي يتم تشكيلها عن طريق اختلاف آليات التفاعل والتي تبدأ مع نفس المواد المتفاعلة . 
- ولا تعتبر خطوة تحديد المنتج قيدا إذا كان معدل تغير الآليات ثابت لا يتغير .[1]